# MTV Video Music Awards 1993
Gli MTV Video Music Awards 1993 sono stati la 10ª edizione dell'omonimo premio musicale. La cerimonia di premiazione si è tenuta presso il Gibson Amphitheatre di Los Angeles il 2 settembre 1993. 
Lo spettacolo fu presentato da Christian Slater e la cerimonia segnò l'ultima apparizione di Kurt Cobain agli MTV-VMA. A vincere più premi furono i Pearl Jam che ricevettero 4 statuette per il video di Jeremy, inclusa quella come Video dell'anno.

## Esibizioni
- Madonna
- Lenny Kravitz (feat. John Paul Jones)
- Sting
- Soul Asylum & Peter Buck & Victoria Williams
- Aerosmith
- Naughty By Nature
- R.E.M.
- Spin Doctors
- Pearl Jam
- The Edge
- Janet Jackson

## Vincitori e candidati
I vincitori sono indicati in grassetto.

### Video dell'anno
- Pearl Jam – Jeremy
- Aerosmith – Livin' on the Edge
- En Vogue – Free Your Mind
- Peter Gabriel – Digging in the Dirt
- R.E.M. – Man on the Moon

### Miglior video di un artista maschile
- Lenny Kravitz – Are You Gonna Go My Way
- Peter Gabriel – Steam
- George Michael – Killer/Papa Was a Rollin' Stone"
- Sting – If I Ever Lose My Faith in You

### Miglior video di un'artista femminile
- k.d. lang – Constant Craving
- Neneh Cherry – Buddy X
- Janet Jackson – That's the Way Love Goes
- Annie Lennox – Walking on Broken Glass

### Miglior video di un gruppo
- Pearl Jam – Jeremy
- Depeche Mode – I Feel You
- En Vogue – Free Your Mind
- R.E.M. – Man on the Moon

### Miglior artista esordiente
- Stone Temple Pilots – Plush
- Tasmin Archer – Sleeping Satellite
- Belly – Feed the Tree
- Porno for Pyros – Pets

### Miglior video Metal/Hard Rock
- Pearl Jam – Jeremy
- Aerosmith – Livin' on the Edge
- Helmet – Unsung
- Nine Inch Nails – Wish

### Miglior video R&B
- En Vogue – Free Your Mind
- Mary J. Blige – Real Love
- Boyz II Men – End of the Road
- Prince and The New Power Generation – 7

### Miglior video Rap
- Arrested Development – People Everyday
- Digable Planets – Rebirth of Slick (Cool Like Dat)
- Dr. Dre – Nuthin' but a 'G' Thang
- Naughty by Nature – Hip Hop Hooray

### Miglior video Dance
- En Vogue – Free Your Mind
- Janet Jackson – That's the Way Love Goes
- RuPaul – Supermodel
- Stereo MCs – Connected

### Miglior video Alternative
- Nirvana – In Bloom
- 4 Non Blondes – What's Up?
- Belly – Feed the Tree
- Porno for Pyros – Pets
- Stone Temple Pilots – Plush

### Miglior video tratto da un film
- Alice in Chains – Would? (da Singles)
- Arrested Development – Revolution (da Malcolm X)
- Boy George – The Crying Game (da The Crying Game)
- Paul Westerberg – Dyslexic Heart (da Singles)

### Miglior video svolta
- Los Lobos – Kiko and the Lavender Moon
- Aerosmith – Livin' on the Edge
- Terence Trent D'Arby – She Kissed Me
- Green Jellÿ – Three Little Pigs
- George Michael – Killer/Papa Was a Rollin' Stone
- Porno for Pyros – Pets

### Miglior regia
- Pearl Jam – Jeremy (Mark Pellington)
- En Vogue – Free Your Mind (Mark Romanek)
- Los Lobos – Kiko and the Lavender Moon (Ondrej Rudavsky)
- R.E.M. – Man on the Moon (Peter Care)

### Migliori coreografia
- En Vogue – Free Your Mind (Frank Gatson, LaVelle Smith Jnr e Travis Payne)
- Mary J. Blige – Real Love (Leslie Segar)
- Janet Jackson – That's the Way Love Goes (Tina Landon)
- Michael Jackson – Jam (Barry Lather)

### Migliori effetti speciali
- Peter Gabriel – Steam (Real World Productions e (Colossal) Pictures)
- Aerosmith – Livin' on the Edge (Cream Cheese Productions)
- Terence Trent D'Arby – She Kissed Me (Michel Gondry)
- Billy Idol – Shock to the System (Stan Winston)

### Miglior scenografia
- Madonna – Rain (Jan Peter Flack)
- Aerosmith – Livin' on the Edge (Vance Lorenzini)
- Faith No More – A Small Victory (Tyler Smith)
- Lenny Kravitz – Are You Gonna Go My Way (Nigel Phelps)
- k.d. lang – Constant Craving (Tom Foden)
- R.E.M. – Man on the Moon (Jan Peter Flack)
- Sting – If I Ever Lose My Faith in You (Mike Grant)

### Miglior montaggio
- Peter Gabriel – Steam (Douglas Jines)
- Tasmin Archer – Sleeping Satellite (Jeff Panzer, Doug Kluthe e Evan Stone)
- Billy Idol – Shock to the System (Jim Gable)
- R.E.M. – Man on the Moon (Robert Duffy)

### Miglior fotografia
- Madonna – Rain (Harris Savides)
- Duran Duran – Ordinary World (Martin Coppen)
- En Vogue – Free Your Mind (Thomas Kloss)
- k.d. lang – Constant Craving (Marc Reshovsky)
- Sting – If I Ever Lose My Faith in You (Ivan Bartos)

### Miglior video scelto dal pubblico
- Aerosmith – Livin' on the Edge
- En Vogue – Free Your Mind
- Peter Gabriel – Digging in the Dirt
- Pearl Jam – Jeremy
- R.E.M. – Man on the Moon

## International Viewer's Choice Awards

### MTV Asia
Indus Creed – Pretty Child
- Beyond – The Great Wall
- Jerry Huang – The Love March
- Mai – Sia-Jai-Dai-Yin-Mai
- Tang Dynasty – A Dream Return to Tang Dynasty

### MTV Brasil
Titãs – Será Que É Isso o Que Eu Necessito?
- Deborah Blando – Decadence Avec Elegance
- Capital Inicial – Kamikase
- Engenheiros do Hawaii – Parabólica
- Nenhum de Nós – Jornais

### MTV Europe
George Michael – Killer/Papa Was a Rollin' Stone
- The Beloved – Sweet Harmony
- Björk – Human Behaviour
- Peter Gabriel – Digging in the Dirt
- Shakespears Sister – Hello

### MTV Internacional
Luis Miguel – América
- Café Tacuba – María
- Juan Luis Guerra y 440 – El Costo de la Vida
- Mecano – Una Rosa Es una Rosa